# 周嘉诚
周嘉诚（英語：Jackson，2013年11月15日—）是一个中美混血的小童星，影视演员。曾拍摄过广告，代表作品有《放开我北鼻》，《不可思议的妈妈》，《营救汪星人》，《二十不惑》等。

## 演艺经历
2015年6月19日，录制 湖南卫视《天天向上》吃柠檬的小嘉宾。
2016年6月26日，录制腾讯视频真人秀节目《放开我北鼻》第一季，同马天宇为实习父子，同期嘉宾：于小彤，刘宪华，侯明昊。9月10日，同霍建华，潘玮柏 录制《快乐大本营》。
2017年1月30日，作为小嘉宾与妈妈一同参与《全球华侨华人春节大联》录制 ，2月28日，因《放开我北鼻》第一季荣获2016微博年度最受欢迎北鼻。3月11日， Jackson与艺人易烊千玺，于小彤录制《快乐大本营》，3月12日，录制真人秀节目《放开我北鼻》第二季， 同易烊千玺 为大，小炸。同期嘉宾：于小彤、林更新、马天宇、薛之谦、林允。2017年6月，参加杜莎夫人蜡像馆“杜莎学堂”活动。7月24日，录制真人秀节目《不可思议的妈妈》第二季， 同妈妈。 2017年10月4日 湖南卫视《中秋晚会》同于小彤 演唱《月亮爬上来》
2018年1月1日，录制湖南卫视 《亲亲我的宝贝》小嘉宾  ，同月参与2018 《全球华人华侨春节晚会》录制。2月，同 任嘉伦 录制 《湖南卫视春晚》。5月27日： 录制真人秀节目《放开我北鼻》第三季，同王嘉尔 为大，小Jackson .。 同期嘉宾： 陈学冬、黄景瑜、周震南。同年7月，参演电影《七仙女之仙女下凡》。同年，参演电影《新白蛇传》
2019年9月8日，录制明星亲子互动节目《疯狂的麦咭》同 周奇和傅园慧  同年，参演由梁婷执导的电影《营救汪星人》。
2020年，参演由 黎志 执导，关晓彤、卜冠今、李庚希、董思怡等主演的都市青春成长题材剧《二十不惑》中饰演赵小卷。

## 影视作品

### 電視劇
| 年份   | 播放平台 | 劇名         | 角色   |
| 2020年 | Netflix  | 《二十不惑》 | 赵小卷 |

### 电影
| 上映日期 | 電影名稱             | 角色    |
| 2018年   | 《七仙女之仙女下凡》 | 顺风耳  |
| 2018年   | 《营救汪星人》       | Jackson |
| 2019年   | 《新白蛇传》         | 孙儿    |

## 综艺节目
| 播放日期       | 頻道     | 節目名稱                          | 備註                                                        |
| 2015年6月19日  | 湖南卫视 | 《天天向上》                      | 吃柠檬的小嘉宾                                              |
| 2016年6月26日  | 腾讯视频 | 《放开我北鼻》 第一季             | 同马天宇父子组合                                            |
| 2016年7月3日   | 腾讯视频 | 《放开我北鼻》 第一季第二期       | 萌妹秒變小正太！大變身驚呆馬天宇                            |
| 2016年7月10日  | 腾讯视频 | 《放开我北鼻》 第一季第三期       | Jackson飚方言惹笑 馬天宇：川普說挺溜                        |
| 2016年7月17日  | 腾讯视频 | 《放开我北鼻》 第一季第四期       | 馬天宇帶北鼻水槍大戰 哈琳Jackson互相喂水                    |
| 2016年7月24日  | 腾讯视频 | 《放开我北鼻》 第一季第五期       | 聯萌齊逛動物園 噗噗狂表白屢受挫                             |
| 2016年7月26日  | 腾讯视频 | 《大牌驾到》                      | 同马天宇                                                    |
| 2016年7月31日  | 腾讯视频 | 《放开我北鼻》 第一季第六期       | “小鬼”當家竟放陌生人進們 于小彤很忐忑                       |
| 2016年8月7日   | 腾讯视频 | 《放开我北鼻》 第一季第七期       | 馬天宇回歸北鼻之家 哈琳Jackson皆歡喜                        |
| 2016年8月14日  | 腾讯视频 | 《放开我北鼻》 第一季第八期       | 北鼻狂歡趴上線啦 群魔亂舞嗨翻天                             |
| 2016年8月21日  | 腾讯视频 | 《放开我北鼻》 第一季第九期       | 狗大姨妈超尷尬 Henry求助林志玲                              |
| 2016年8月28日  | 腾讯视频 | 《放开我北鼻》 第一季第十期       | 北鼻之家第一張全家福                                        |
| 2016年9月4日   | 腾讯视频 | 《放开我北鼻》 第一季第十一期     | 北鼻之家大膽玩穿越一脸“萌鼻”                                |
| 2016年9月10日  | 湖南卫视 | 《快乐大本营》                    | 同霍建华，潘玮柏                                            |
| 2016年9月11日  | 腾讯视频 | 《放开我北鼻》 第一季第十二期     | 馬天宇领衔出演北鼻的后裔                                    |
| 2017年3月11日  | 湖南卫视 | 《快乐大本营》                    | 同易烊千玺 于晓彤                                           |
| 2017年3月12日  | 腾讯视频 | 《放开我北鼻》 第二季             | 同易烊千玺大，小炸                                          |
| 2017年3月19日  | 腾讯视频 | 《放开我北鼻》 第二季第二期       | 易烊千玺、林更新、于小彤 带娃种地，这乡村风萌萌哒           |
| 2017年3月26日  | 腾讯视频 | 《放开我北鼻》 第二季第三期       | 易烊千玺、林更新带娃捉迷藏~ 马天宇于小彤一脸懵              |
| 2017年4月2日   | 腾讯视频 | 《放开我北鼻》 第二季第四期       | 北鼻运动会千玺小彤带队PK！ 马天宇深夜告别                   |
| 2017年4月9日   | 腾讯视频 | 《放开我北鼻》 第二季第五期       | 易烊千玺、林更新合伙逗乐， 于小彤被小天使感动cry            |
| 2017年4月16日  | 腾讯视频 | 《放开我北鼻》 第二季第六期       | 易烊千玺扮女装逛街， 林更新、于小彤被惊艳到了               |
| 2017年4月23日  | 腾讯视频 | 《放开我北鼻》 第二季第七期       | 北鼻家族游轮行！易烊千玺、 林更新和于小彤带萌娃参加晚宴     |
| 2017年4月30日  | 腾讯视频 | 《放开我北鼻》 第二季第八期       | 北鼻家族游日本~ 薛之谦空降与娃合唱                          |
| 2017年5月7日   | 腾讯视频 | 《放开我北鼻》 第二季第九期       | 易烊千玺、薛之谦 带娃玩穿越                                 |
| 2017年5月14日  | 腾讯视频 | 《放开我北鼻》 第二季第十期       | 薛之谦挥泪告别！ 北鼻家族西双版纳玩冰块大战                 |
| 2017年5年20日  | 金鹰卡通 | 《疯狂的麦咭》                    | 同刘宪华                                                    |
| 2017年5月21日  | 腾讯视频 | 《放开我北鼻》 第二季第十一期     | 北鼻家族索道冒险！ 千玺小彤保护娃宛若亲兄妹                 |
| 2017年5月28日  | 腾讯视频 | 《放开我北鼻》 第二季第十二期     | 收官！易烊千玺、于小彤和萌娃催泪告别， 林允空降送惊喜       |
| 2017年7月24日  | 腾讯视频 | 《不可思议的妈妈》                | 同妈妈                                                      |
| 2017年10月1日  | 腾讯视频 | 《不可思议的妈妈》 第一季第二期   | 妈妈回到三岁                                                |
| 2017年10月8日  | 腾讯视频 | 《不可思议的妈妈》 第一季第三期   | 孩子们的小秘密                                              |
| 2017年10月15日 | 腾讯视频 | 《不可思议的妈妈》 第一季第四期   | 不可思议的T台秀                                             |
| 2017年10月22日 | 腾讯视频 | 《不可思议的妈妈》 第一季第五期   | 宝贝们的大朋友·上篇                                         |
| 2017年10月29日 | 腾讯视频 | 《不可思议的妈妈》 第一季第六期   | 宝贝们的大朋友·下篇                                         |
| 2017年11月5日  | 腾讯视频 | 《不可思议的妈妈》 第一季第七期   | 别人家的孩子                                                |
| 2017年11月12日 | 腾讯视频 | 《不可思议的妈妈》 第一季第八期   | 都市历险记                                                  |
| 2017年11月19日 | 腾讯视频 | 《不可思议的妈妈》 第一季第九期   | 妈妈的少女时代·上篇                                         |
| 2017年11月26日 | 腾讯视频 | 《不可思议的妈妈》 第一季第十期   | 妈妈的少女时代·下篇                                         |
| 2017年12月3日  | 腾讯视频 | 《不可思议的妈妈》 第一季第十一期 | 孩子的选择                                                  |
| 2017年12月10日 | 腾讯视频 | 《不可思议的妈妈》 第一季第十二期 | 最后的礼物                                                  |
| 2017年12月17日 | 腾讯视频 | 《不可思议的妈妈》 第一季特别期   | 粉丝特辑                                                    |
| 2017年8月11日  | CCTV3    | 《星光大道》                      | 厉害了我的娃颁奖典礼                                        |
| 2017年10月4日  | 湖南卫视 | 《中秋晚会》                      | 演唱月亮爬起来                                              |
| 2018年1月1日   | 湖南卫视 | 《亲亲我的宝贝》                  | 小嘉宾                                                      |
| 2018年2月7日   | 湖南卫视 | 《湖南卫视小年夜》                | 小嘉宾                                                      |
| 2018年5月27日  | 腾讯视频 | 《放开我北鼻》 第三季             | 同王嘉尔大，小Jackson                                       |
| 2018年6月3日   | 腾讯视频 | 《放开我北鼻》 第三季第二期       | 陈学冬哄娃神技看呆王嘉尔！ 黄景瑜被北鼻扑倒熊抱             |
| 2018年6月10日  | 腾讯视频 | 《放开我北鼻》 第三季第三期       | 陈学冬王嘉尔带萌娃欢乐泡泡浴， 黄景瑜哄宝宝找妈妈戳泪点     |
| 2018年6月17日  | 腾讯视频 | 《放开我北鼻》 第三季第四期       | 喵喵沉迷玩水王嘉尔担心生气！ 黄景瑜突然泪崩原因超心疼       |
| 2018年6月20日  | 腾讯视频 | 《拜托了冰箱》 第四季             | 同陈学冬，王嘉尔                                            |
| 2018年6月24日  | 腾讯视频 | 《放开我北鼻》 第三季第五期       | 陈学冬王嘉尔迷宫内“解救”萌娃， 黄景瑜给哈琳捂手暖化         |
| 2018年7月1日   | 腾讯视频 | 《放开我北鼻》 第三季第六期       | 奶爸张杰一人带六娃毫无压力， 黄景瑜陈学冬打工遇大难题       |
| 2018年7月8日   | 腾讯视频 | 《放开我北鼻》 第三季第七期       | 费玉清华晨宇空降变“孩子王”， 张杰神模仿师傅拉面             |
| 2018年7月15日  | 腾讯视频 | 《放开我北鼻》 第三季第八期       | 言承旭带娃首秀反差萌！ 华晨宇带萌娃嗨跳洗脑神曲             |
| 2018年7月22日  | 腾讯视频 | 《放开我北鼻》 第三季第九期       | 王嘉尔惊喜回归遭黄景瑜陈学冬整盅！ 言承旭神还原《流星花园》 |
| 2018年7月29日  | 腾讯视频 | 《放开我北鼻》 第三季第十期       | 释小龙空降少林寺,王嘉尔意外病倒! 陈学冬黄景瑜被师父狂折磨   |
| 2018年8月5日   | 腾讯视频 | 《放开我北鼻》 第三季第十一期     | 张碧晨清唱《凉凉》萌娃欢脱伴舞， 陈学冬黄景瑜倒挂金钩累疯了 |
| 2018年8月12日  | 腾讯视频 | 《放开我北鼻》 第三季第十二期     | 王嘉尔空翻跟头惊呆外国人， 哥哥团带娃盛装出席晚宴           |
| 2018年8月26日  | 湖南卫视 | 《天天向上》                      | 同王媛可                                                    |
| 2019年9月8日   | 金鹰卡通 | 《疯狂的麦咭》 第六季             | 同傅园慧，周奇                                              |

## 杂志写真
| 拍摄日期       | 杂志名稱        | 备注     |
| 2018年12月25日 | 《OK精彩宝贝》  | 封面嘉宾 |
| 2019年6月9日   | 《YOHO!LITTLE》 | 封面嘉宾 |
| 2019年12月28日 | 《Size尺码》    | 内页嘉宾 |

## 獎項與荣誉
| 年份          | 頒獎典禮             | 獎項         |
| 2017年8月11日 | 星光大道             | 最Q萌娃奖    |
| 2017年2月28日 | 2016年度新浪微博人物 | 最受欢迎北鼻 |

## 廣告
| 年份   | 品牌                  | 備註             |
| 2014年 | 宝升奶瓶              | 电视广告         |
| 2015年 | WELLON                | 汽车安全座椅     |
| 2016年 | 费雪玩具 Fisher-Price | 美国玩具         |
| 2016年 | TIP TOEY JOEY         | 西班牙童鞋       |
| 2017年 | 好爸爸Kispa           | 新品发布会       |
| 2017年 | GAP 童装              | 全球平面         |
| 2017年 | Dove                  |                  |
| 2017年 | 维达纸巾              | 卡通版           |
| 2017年 | 爱迪达斯              | 童装             |
| 2018年 | 梦洁                  | 儿童床上用品     |
| 2018年 | munchkin              | 美国 儿童水杯    |
| 2018年 | 美素佳儿奶粉          |                  |
| 2018年 | 潮童天猫直播          | 活动             |
| 2018年 | 伊利奶粉              | 发布会           |
| 2018年 | kiddylicious          | 英国童之味       |
| 2018年 | 启辰                  | 汽车             |
| 2018年 | 特步                  | 童装             |
| 2018年 | 启初                  | 儿童沐浴露       |
| 2019年 | Peptide               | 新加坡 益生菌    |
| 2019年 | NIKE                  | 童装             |
| 2019年 | 好奇                  | 小猪佩奇纸尿裤   |
| 2019年 | life/space            | 加拿大 益生菌    |
| 2019年 | 海澜之家              | 英雄归来 发布会  |
| 2019年 | 高达                  | 积木             |
| 2019年 | Fila 斐乐             | 意大利童装       |
| 2019年 | 康师傅                | 速食             |
| 2019年 | Skechers              | 童装             |
| 2019年 | Goodgout              | 法国儿童零食     |
| 2019年 | 小乐敦                | 眼药水           |
| 2019年 | 养生堂                | 天然维生素C      |
| 2020年 | 斯凯奇 Skechers       | 童装             |
| 2020年 | Culturelle            | 美国康萃乐益生菌 |

## 推广活动
- 2016年7月，Club Med三亚度假村宣传片拍摄。

- 2017年6月，香港杜莎夫人蜡像馆宣传片拍摄。

- 2017年8月，与迪玛希受邀香港 Chinese Music Awards《华语金曲奖》颁奖晚会走红地毯。[16]

- 2017年10月，高尔夫世锦赛-汇丰冠军赛在上海佘山国际高尔夫俱乐部开幕。周嘉诚作为推广小使者出席了活动。[17]

- 2017年，香港迪士尼乐园的宣传片拍摄。

- 2018年，海南三亚亚特兰蒂斯酒店的宣传片拍摄。

## 公益活动
2017年6月21日，时值香港20周年，香港杜莎夫人蜡像馆首次面向内地开设“杜莎学堂”，同时还面向内地邀请了《放开我北鼻》中的Jackson周嘉诚来到 “杜莎课堂”同偶像姚明蜡像合影的任务，亲身学习了解，和示范了蜡像制作艺术。
2018年8月8日，“百善孝为先，孝乃德之始”，由中国国际文化传播中心主办、中华善德网承办的“传承好家风·中华小孝星”活动在深圳召开全球招募大会，中华新礼乐《少年咏孝篇》举行了隆重的全球首演式。周嘉诚做为小嘉宾出席了启动仪式。